# Grădinile Mirabell

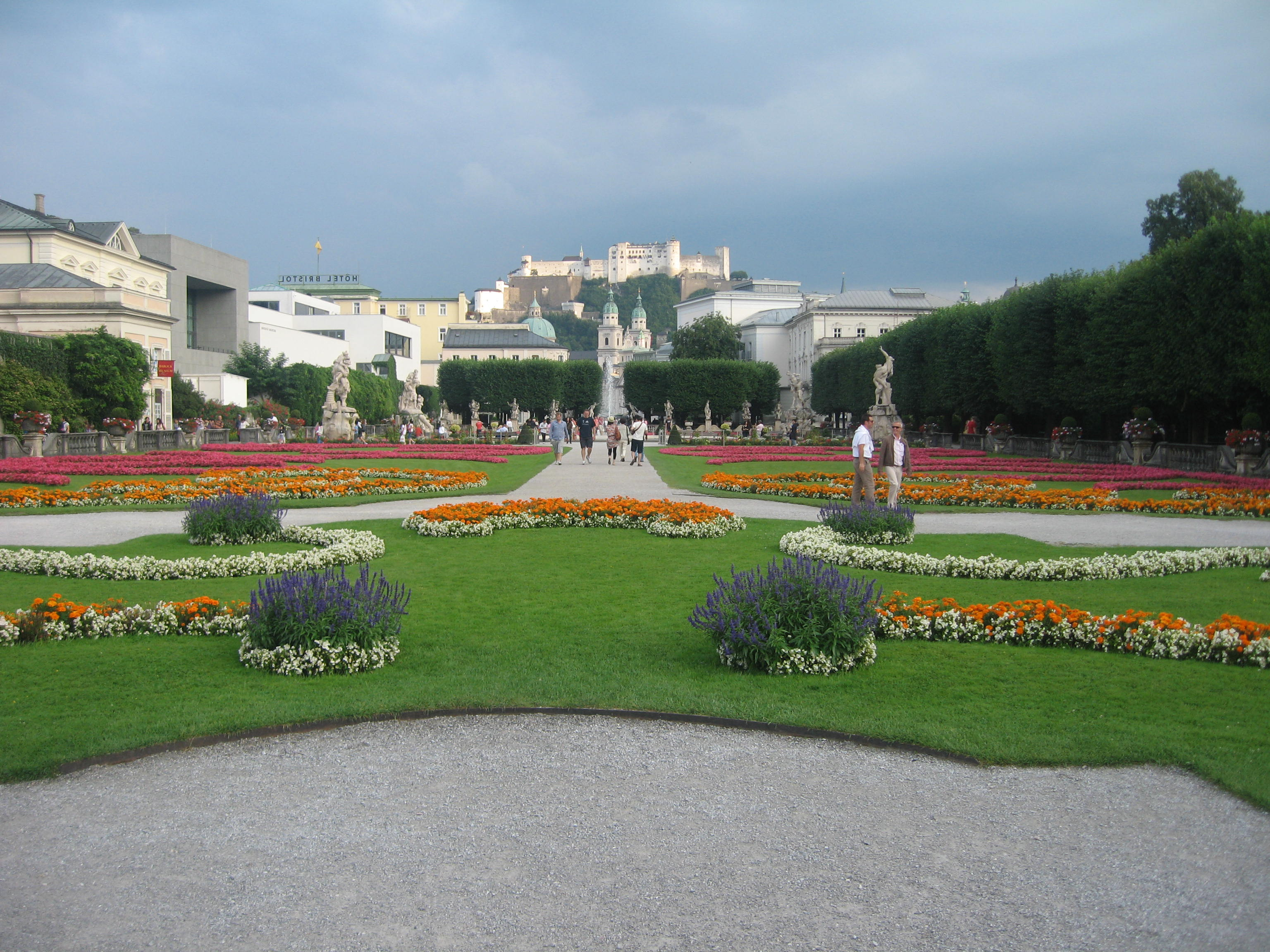
Grădinile Mirabell văzute de la palat. Pe fundal se află Castelul Hohensalzburg.

Grădinile Mirabell (în germană Mirabellgarten) sunt grădinile din jurul Palatului Mirabell din orașul austriac Salzburg. Ele sunt formate din:
- Parterul mare și mic (în germană Großes und Kleines Parterre) - axa mică și cea mare a parterului cu fântâni arteziene
- Rozariul (în germană Rosengarten) - fosta orangerie mare
- Orangeria (în germană Orangerie) - fosta orangerie mică
- Grădina Teatrului (în germană Theatergarten sau Heckentheater)
- Grădina piticilor (în germană Zwergelgarten)
- Grădina bastionului (în germană Bastionsgarten) - bastionul de apă

precum și unele construcții aflate în parc. În partea de nord, Grădinile Mirabell se învecinează cu fostul Bastion Mirabell (cunoscut și ca Bastionul St Vitalis) din Kurgarten.

## Parterul mare și mic

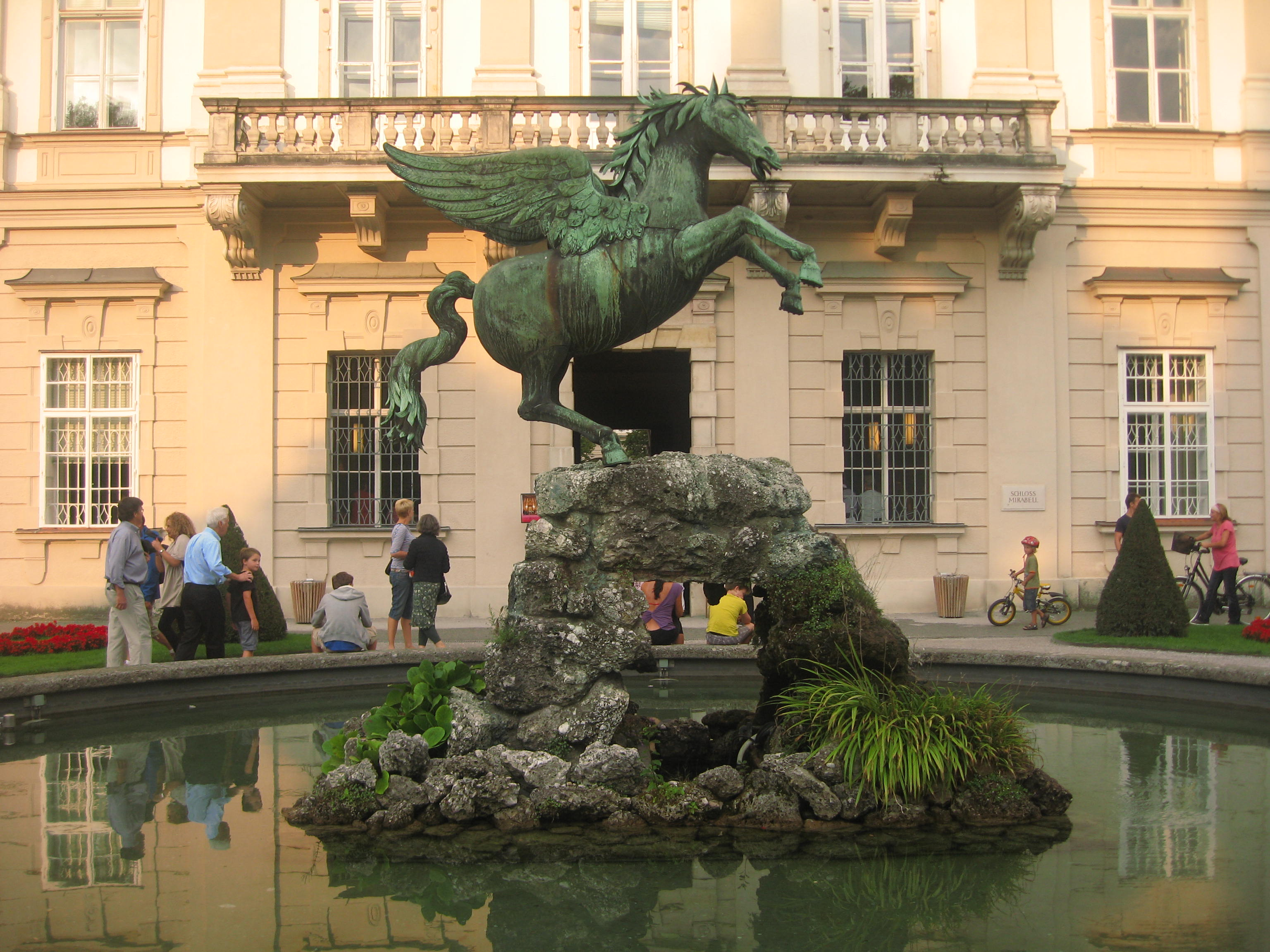
Fântâna lui Pegas
Fântâna este cunoscut în primul rând ca loc al fotografiilor de nuntă. Artistul în metal din Innsbruck Kaspar Gras, care a proiectat și monumentul arhiducelui Leopold din Innsbruck, a realizat lucrarea în 1661, la comanda arhiepiscopului Guidobald von Thun. Armăsarul înaripat a rămas în Kapitelplatz  până în jurul anului 1700, când a fost mutat în Piața Mirabell din partea de vest a fațadei baroce a palatului. Fântâna a fost reproiectată și extinsă în 1732 de Felix Anton Danreiter, calul Pegas rămănând la locul lui. 
Dupa marele incendiu din Neustadt (1818), sculptura din bronz a fost depozitată temporar, fiind ulterior uitată. S-a încercat în 1836 scoaterea sa la licitație, necunoscându-se valoarea ei artistică și semnificația istorică.
Calul înaripat s-a aflat începând din 1842 în fosta „Hannibalplatz”, acum Makartplatz, un loc nou. Sculptura a revenit în 1859 în depozitul nou-înființatului muzeu „Carolino Augusteum” (Salzburg Museum). În 1913 cineva și-a reamintit de sculptura veche și a fost adusă și așezată pe un soclu din stâncă în mijlocul unui bazin circular din fântâna veche a Grădinilor Mirabell.

## Rozariul
Rozariul (grădina de trandafiri) a fost amenajată în perioada barocă ca „Großer Pomeranzengarten”, ea căpătându-și forma istorică în 1955. În anii de după război a fost folosită pentru cultivarea legumelor. Această grădină cu trandafiri ornamentali este situată imediat la sud de Palatul Mirabell. Acesta este mărginită de un gard și de 17 vase de marmură ornate, dintre care unele au fost create de Fischer von Erlachs.

## Grădina piticilor
Grădina piticilor din Salzburg a fost proiectată în 1690-1701 ca parte a renovărilor baroc ale Grădinilor Mirabell de către Johann Bernhard Fischer von Erlach, la comanda arhiepiscopului Johann Ernst Graf Thun. Grădina piticilor era formată inițial din 28 de pitici din marmură albă de Unterberger. Piticii au fost probabil creați de către un colectiv de artiști condus de Ottavio Mosto și Michael Mandl Bernhard, care a cooperat și cu Sebastian Stumpfegger și Hans Schwäbl. Ea este astăzi cea mai veche grădină cunoscută cu pitici din Europa. 

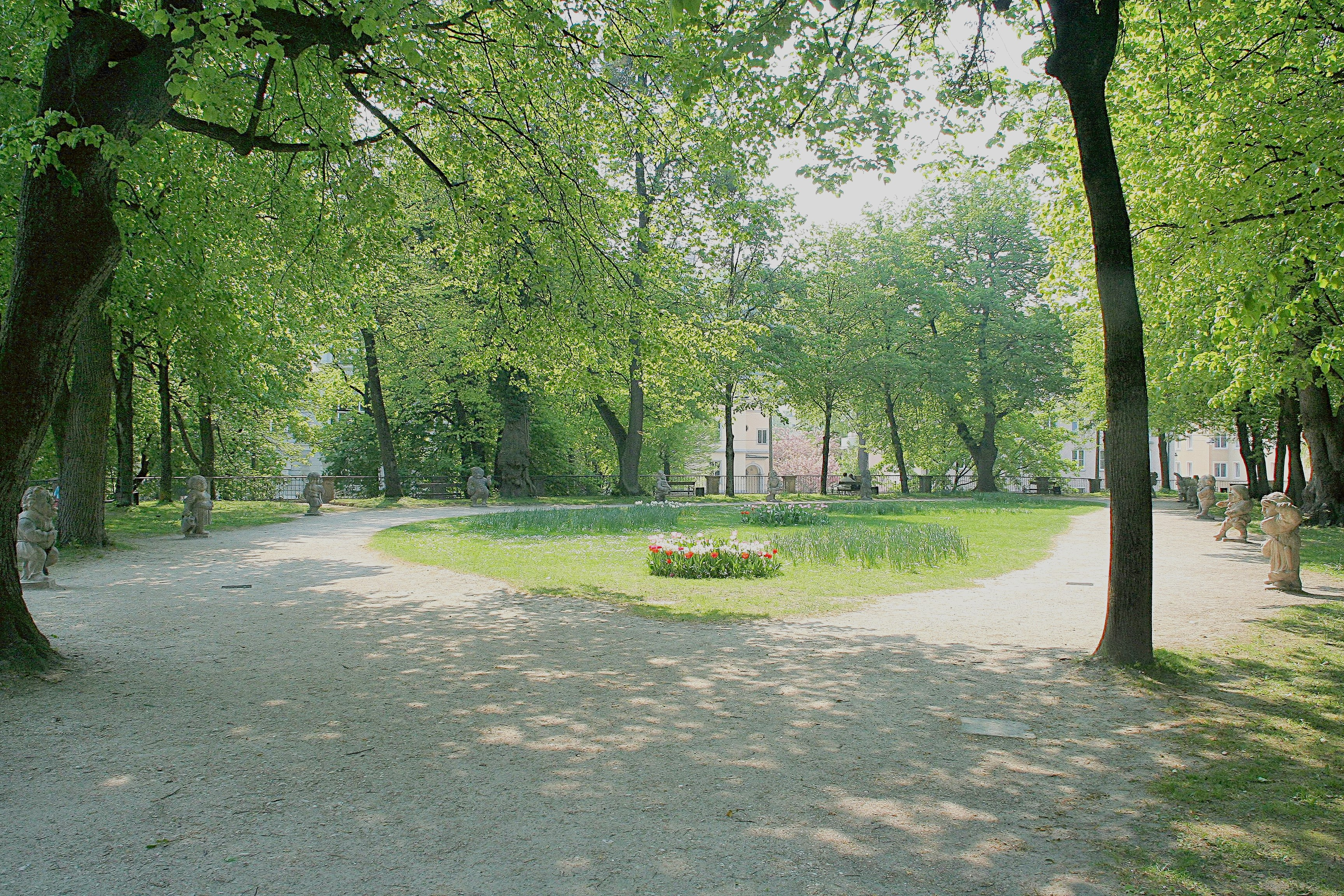
Statuile de pitici din Grădina bastionului
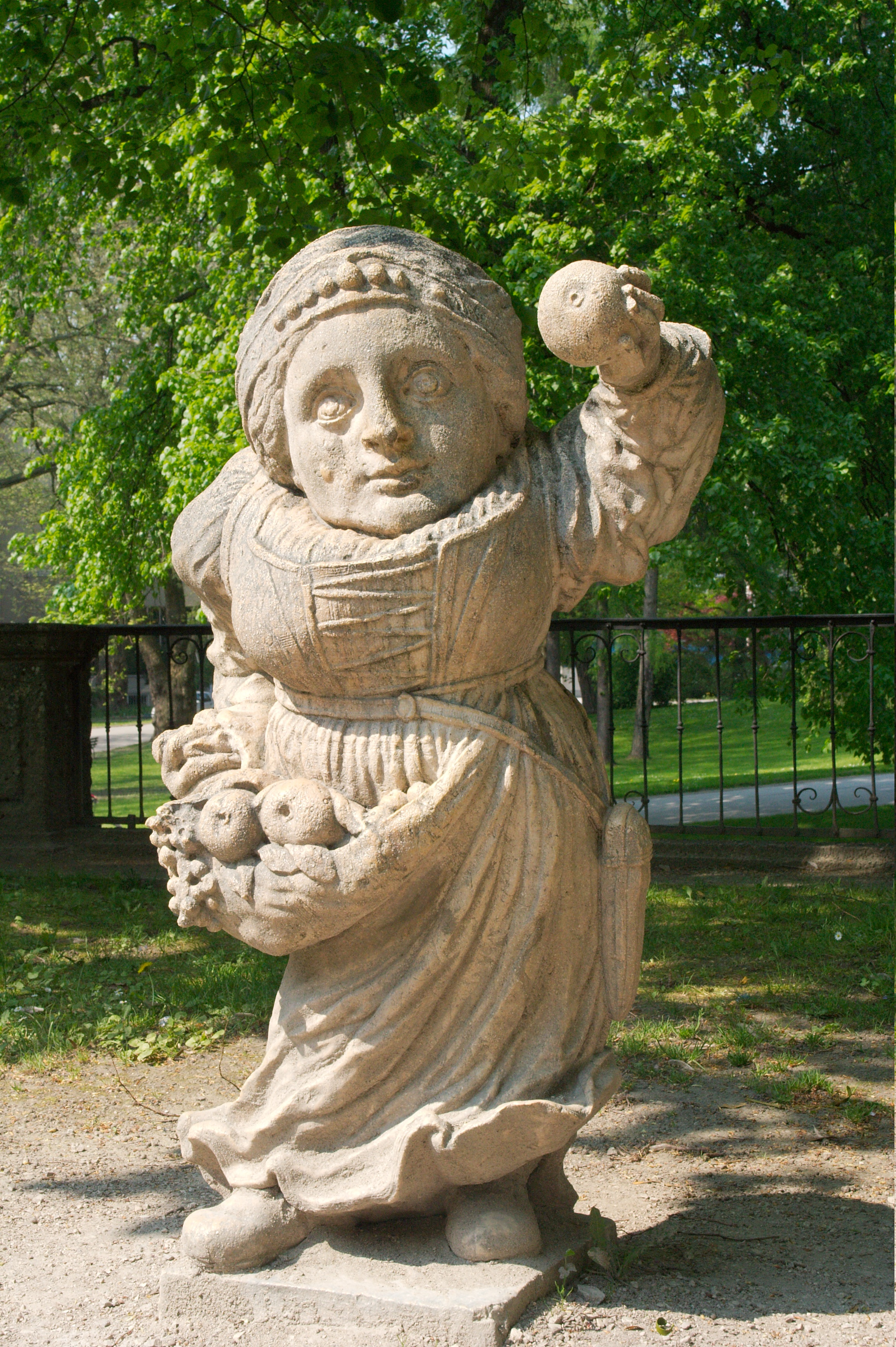
Pitică cu şorţ cu fructe
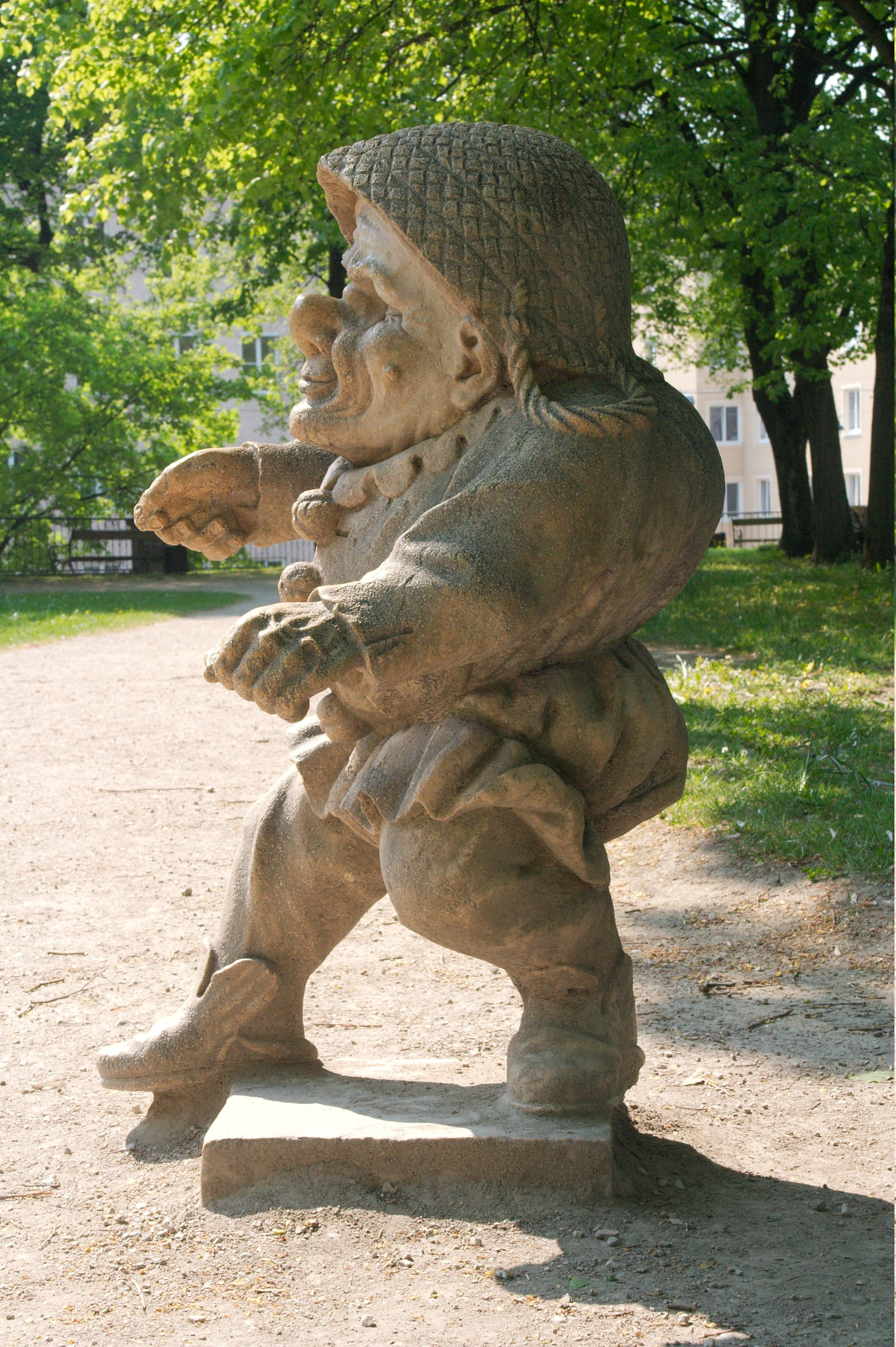
Pitic cu pălărie de paie
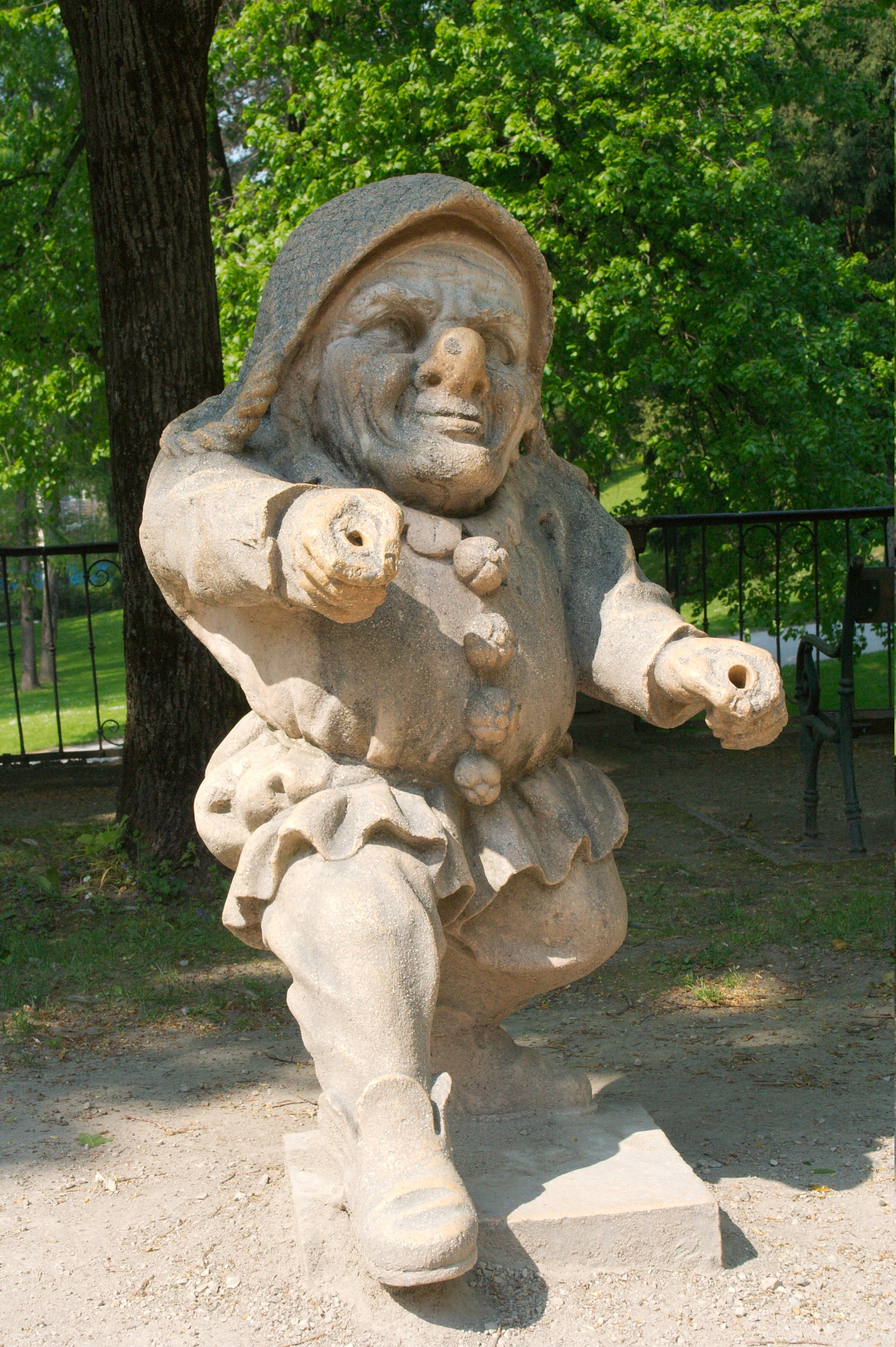
Pitic cu pălărie de paie
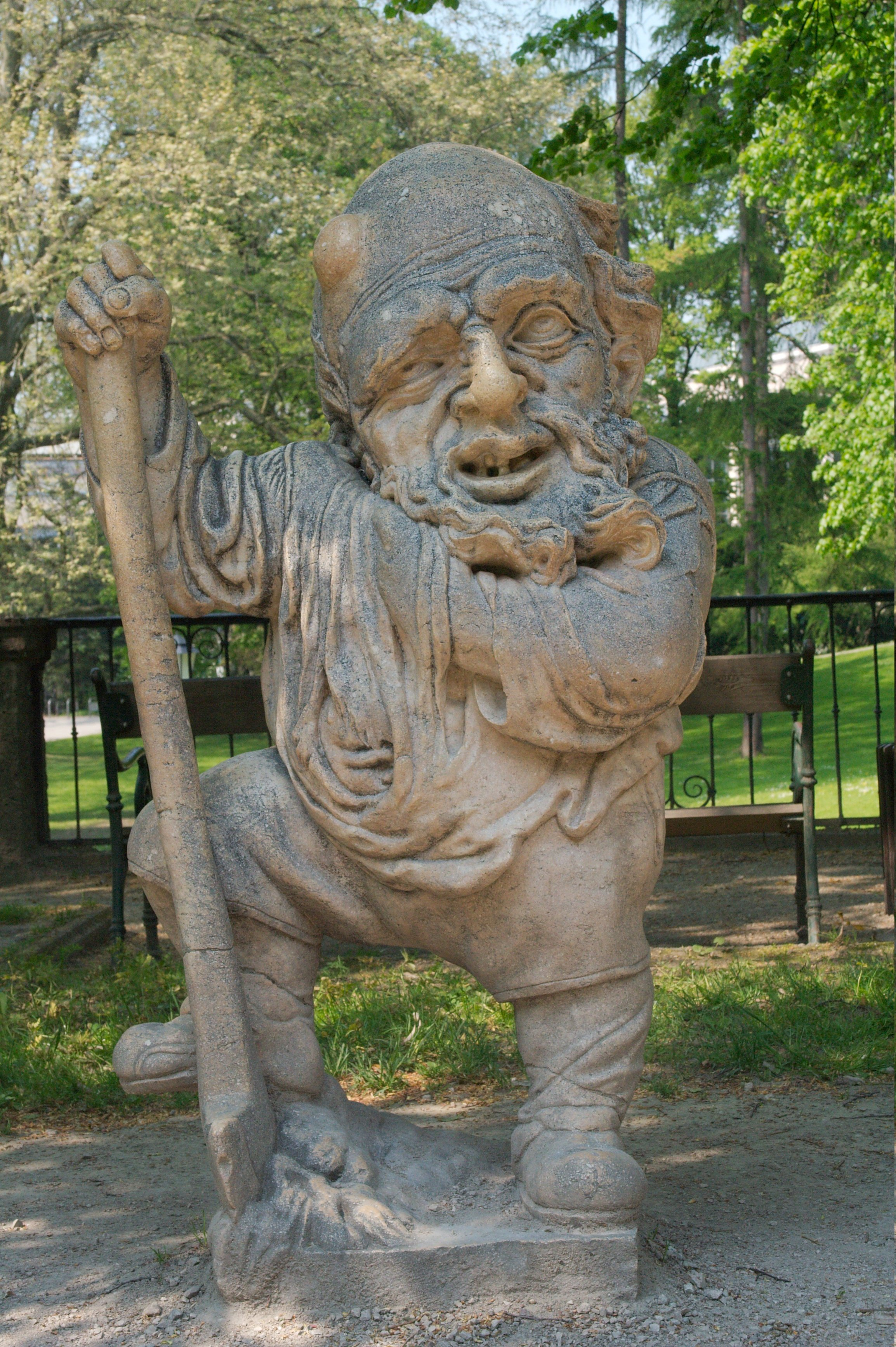
Pitic cu topor
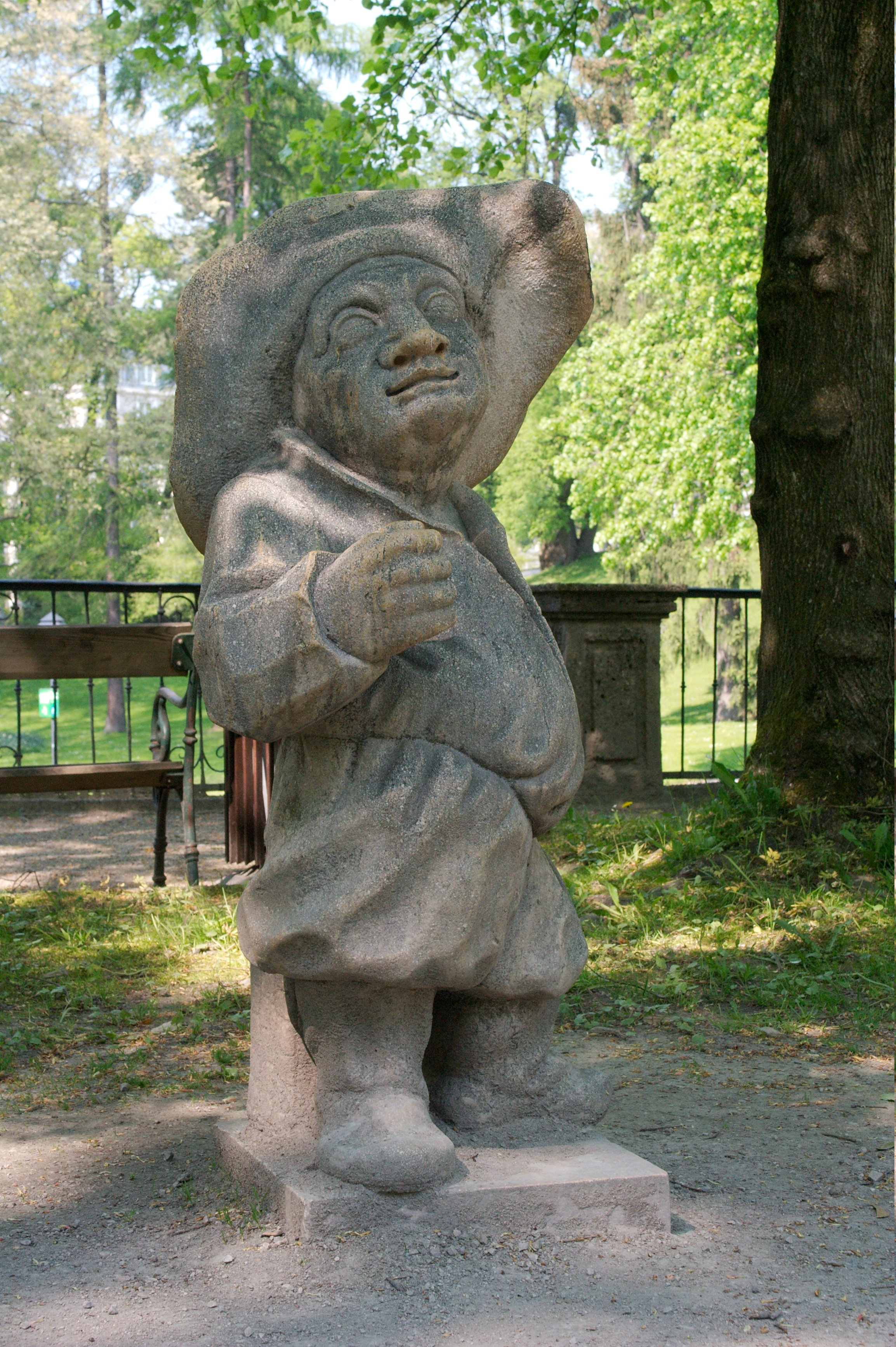
Pitic cu sac cu ridichi
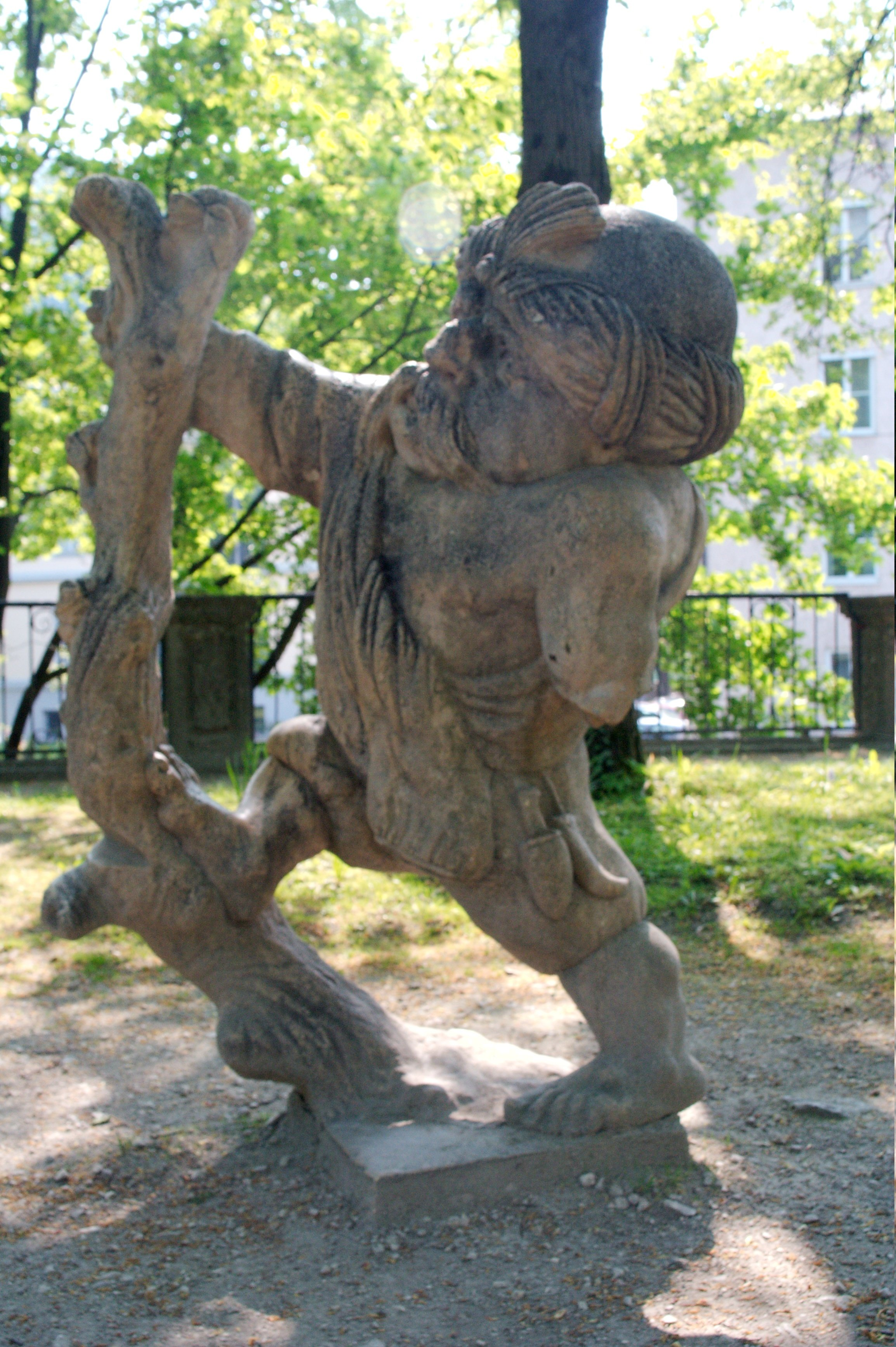
Pitic cu turban
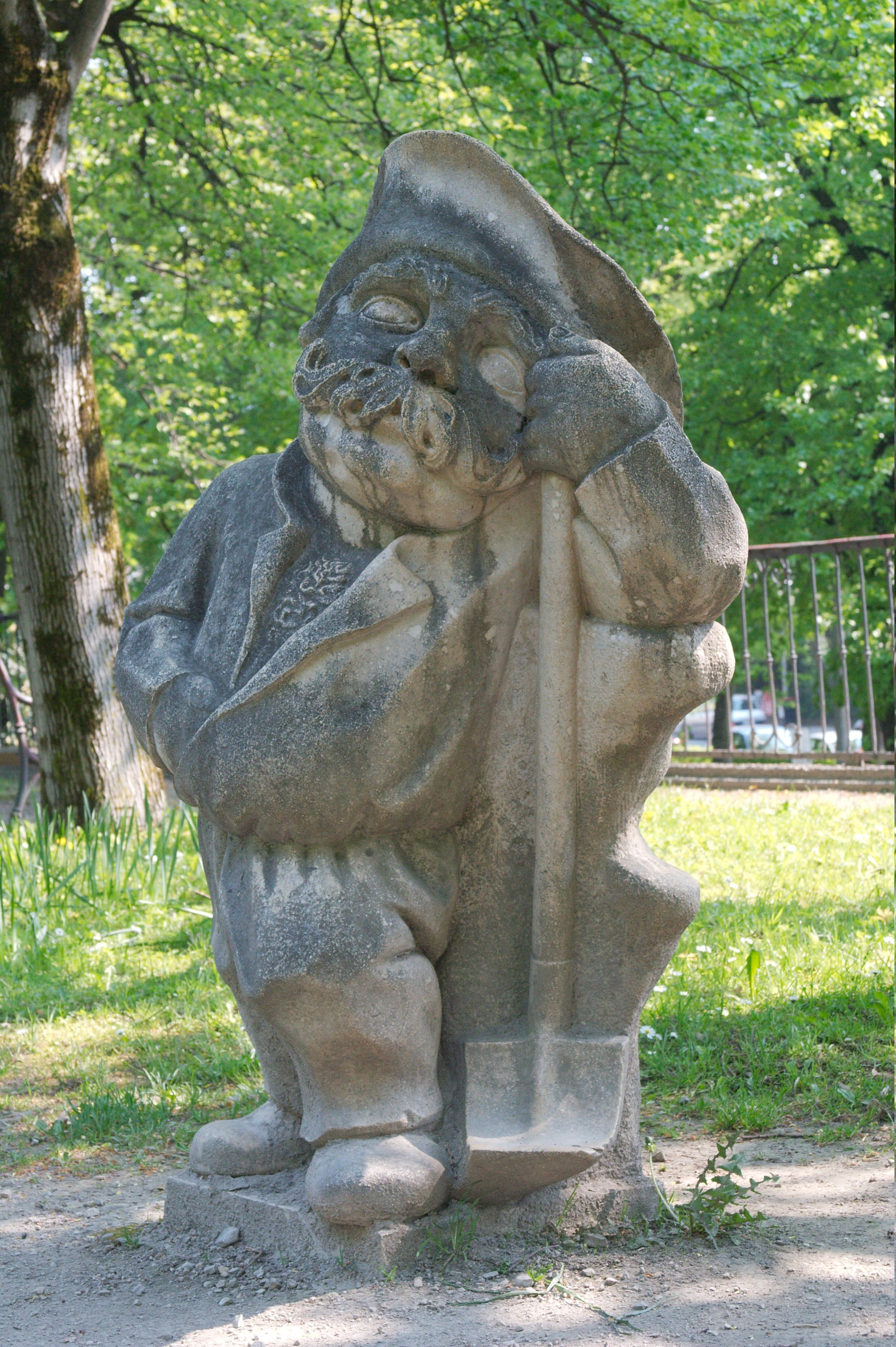
Pitic cu hârleţ
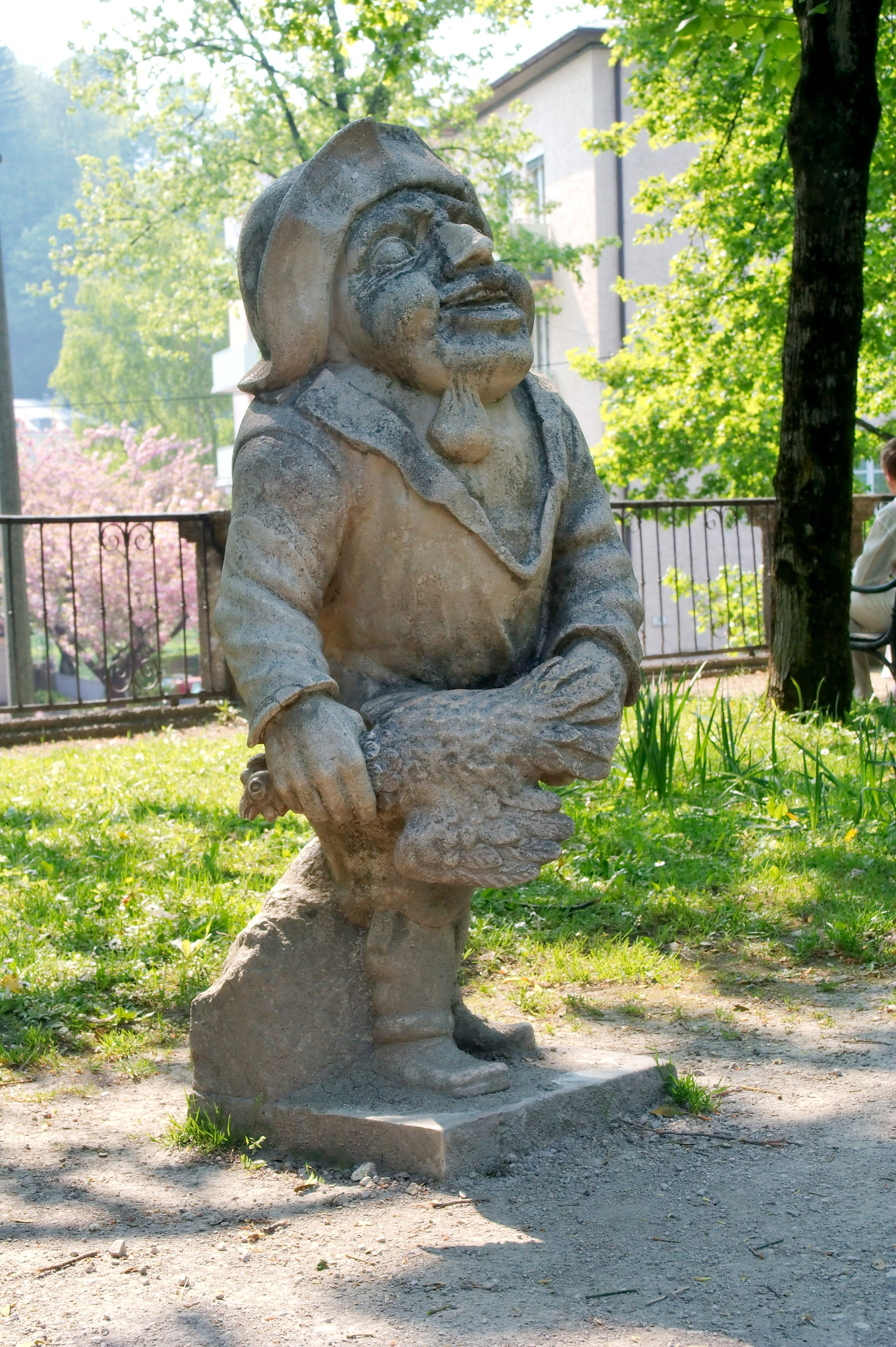
Pitic cu pui
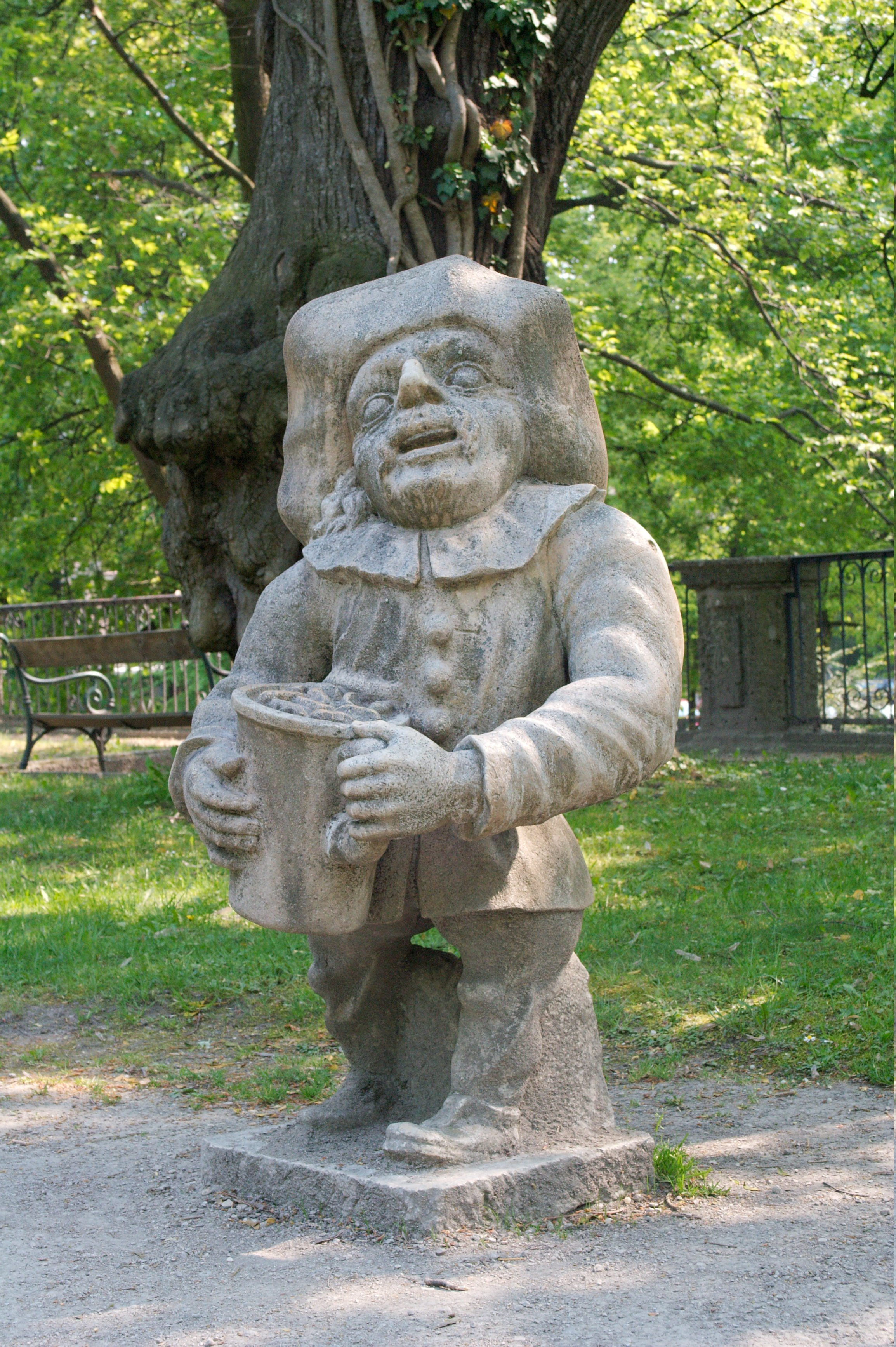
Pitic cu oală
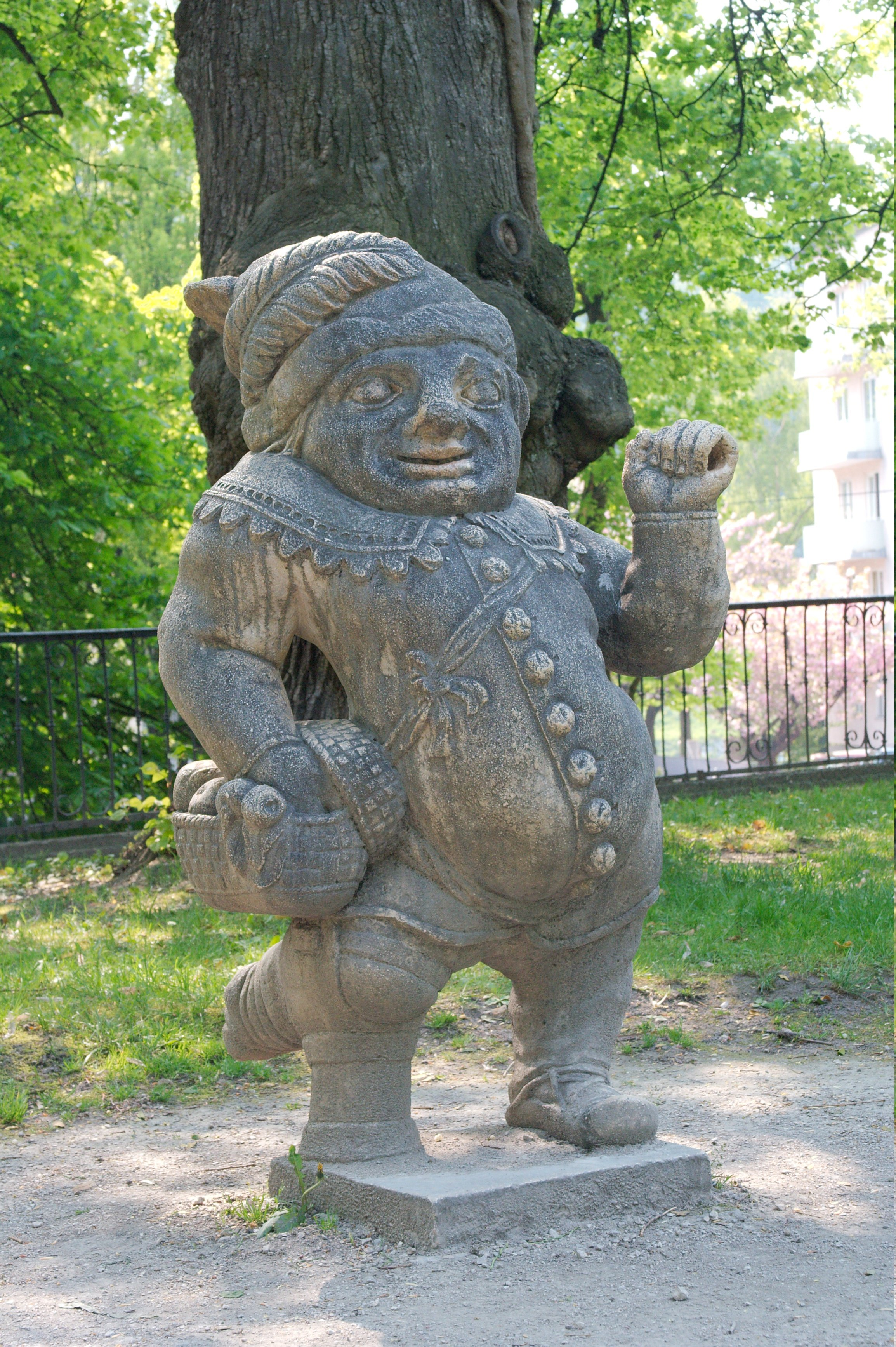
Pitic cu picior de lemn
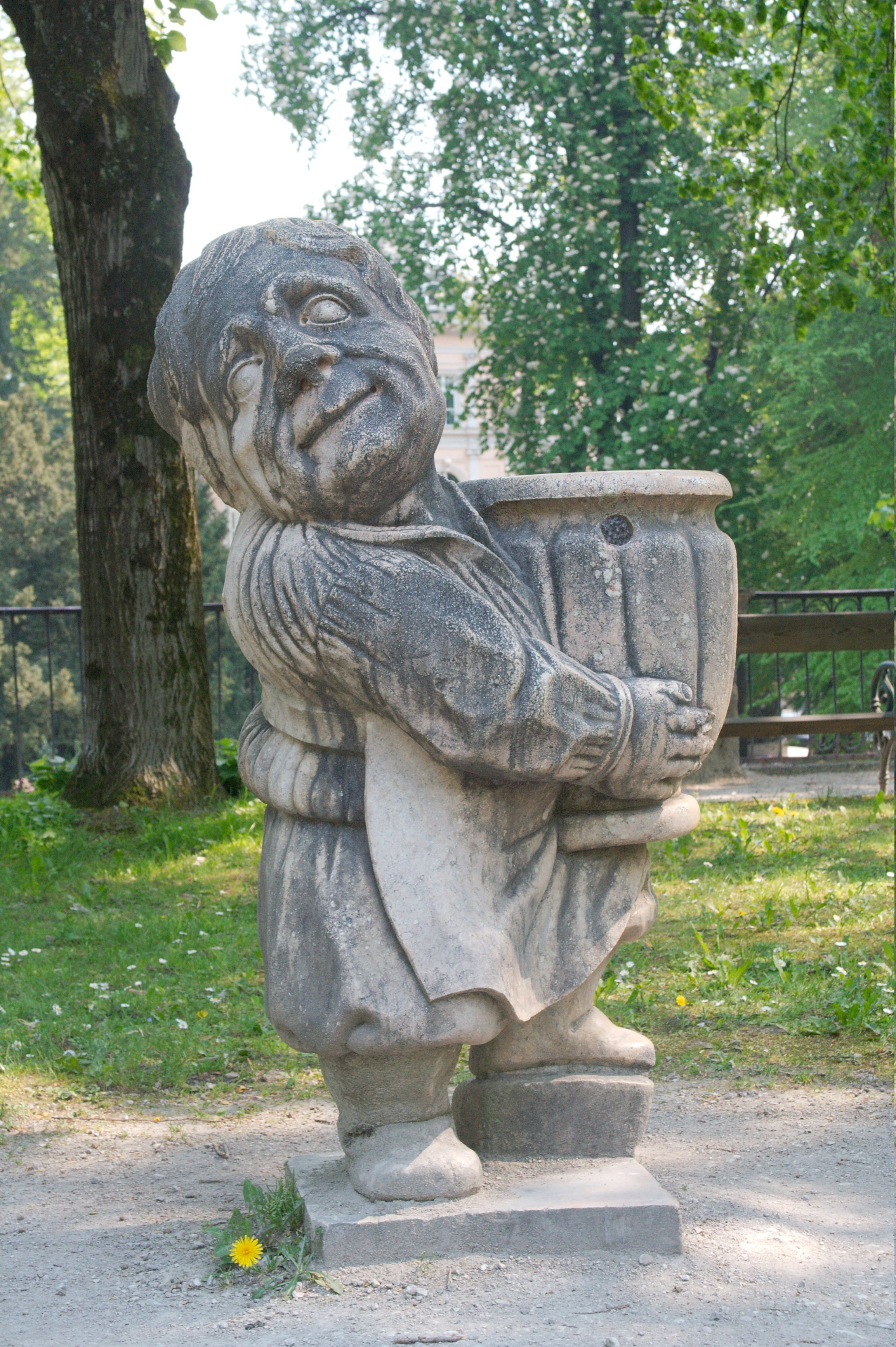
Pitic cu vas de grădină
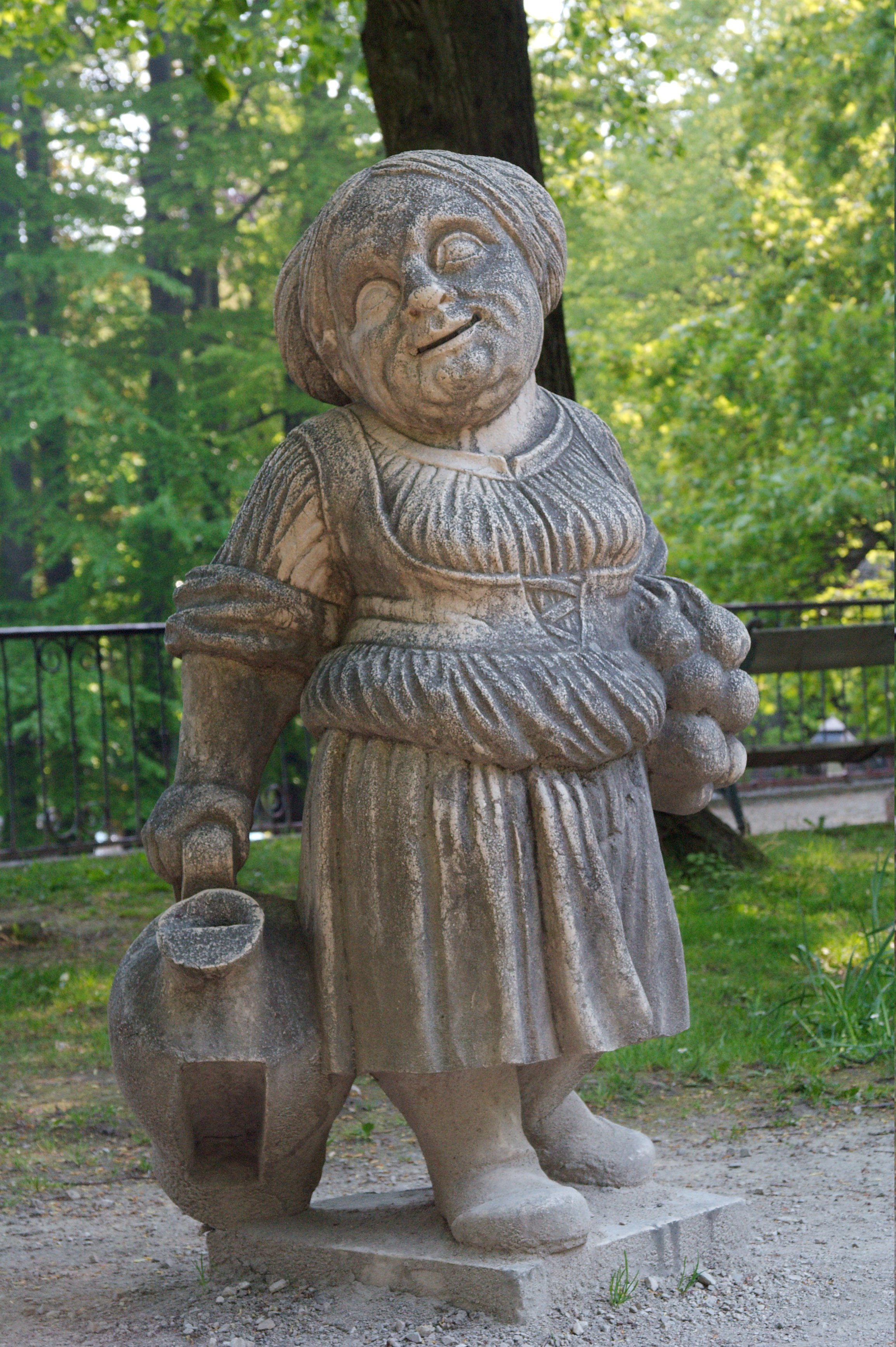
Pitică cu legătură de ceapă
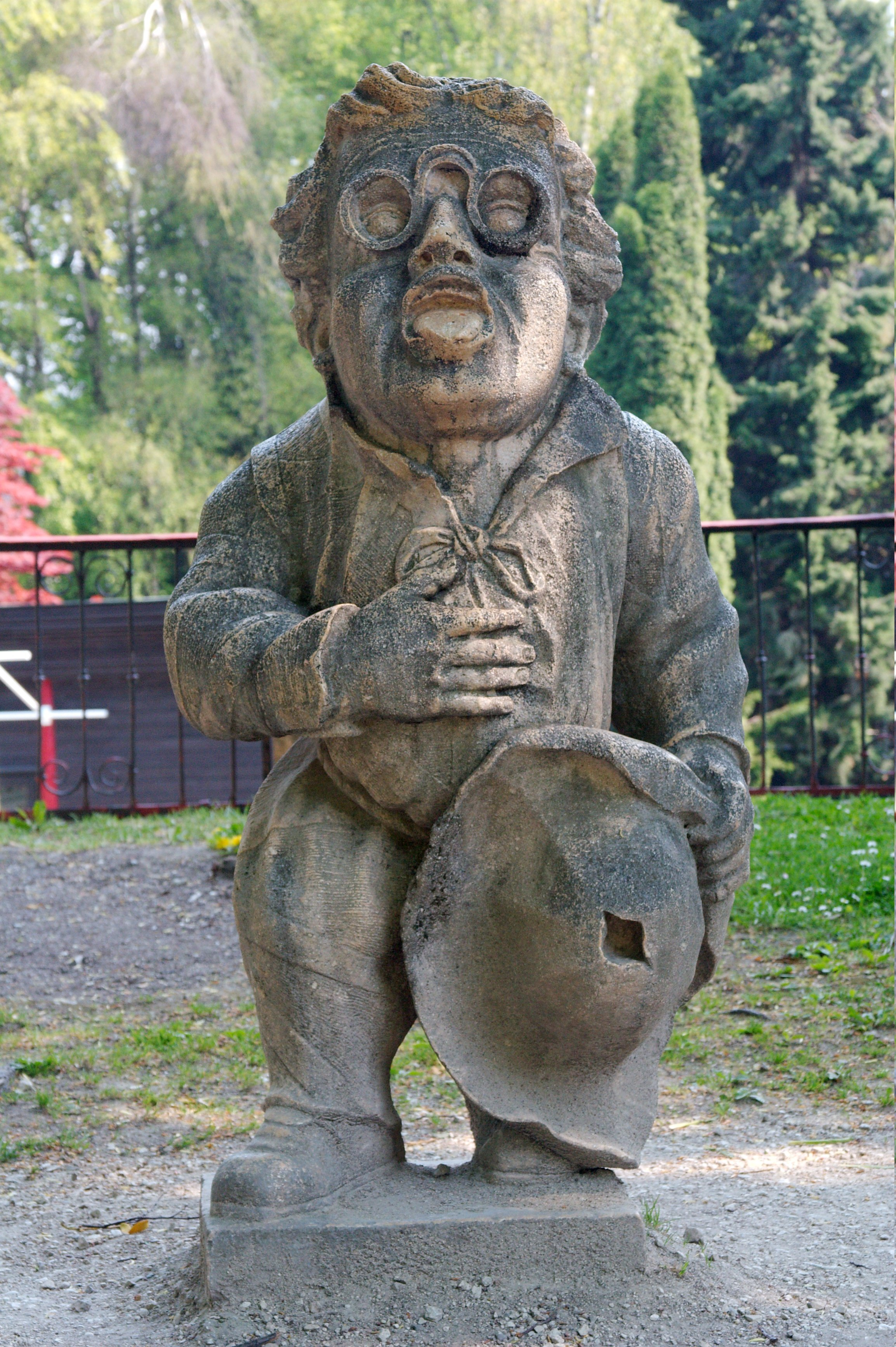
Pitic cu lornion
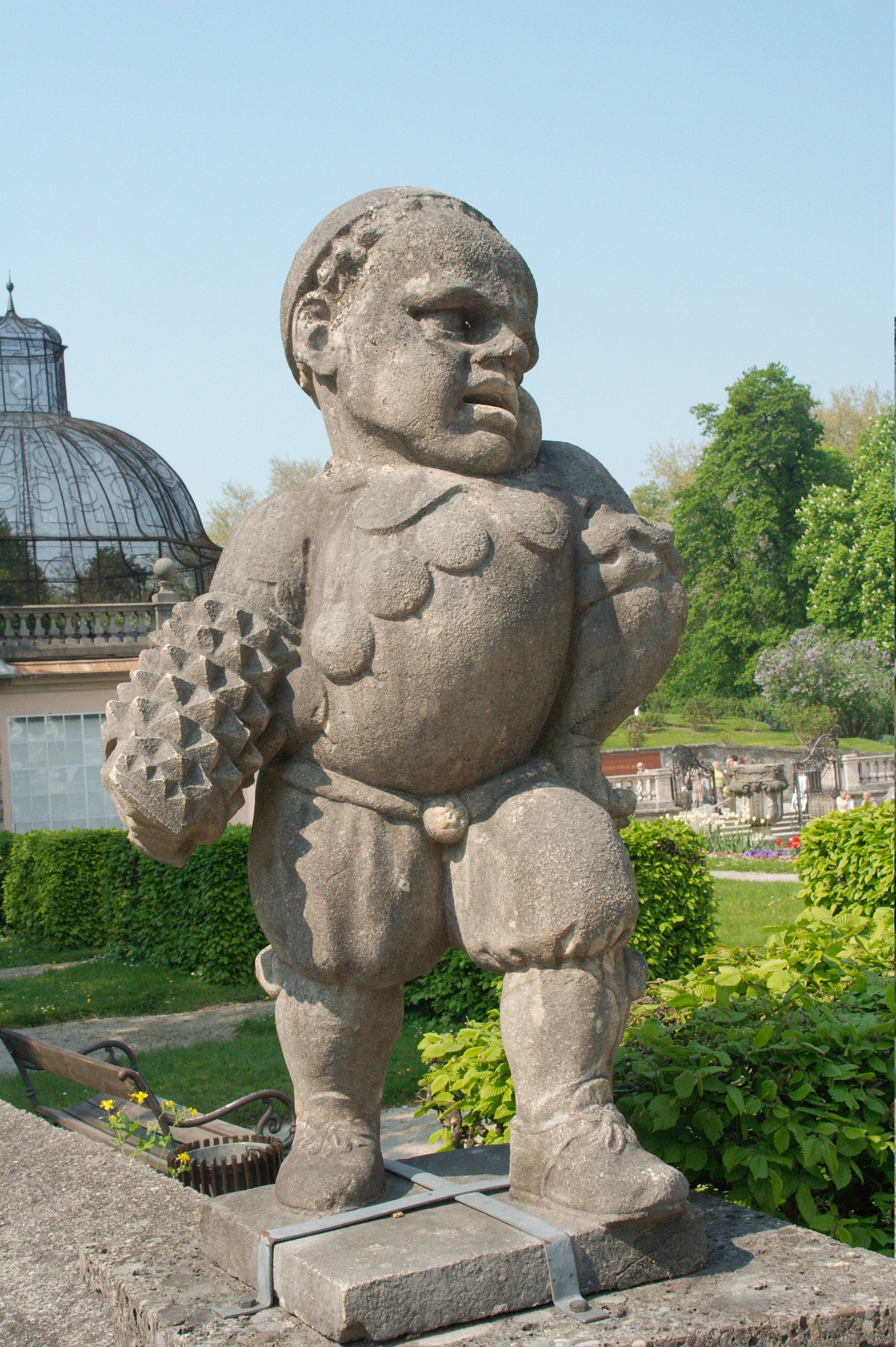
Pitic cu manşon
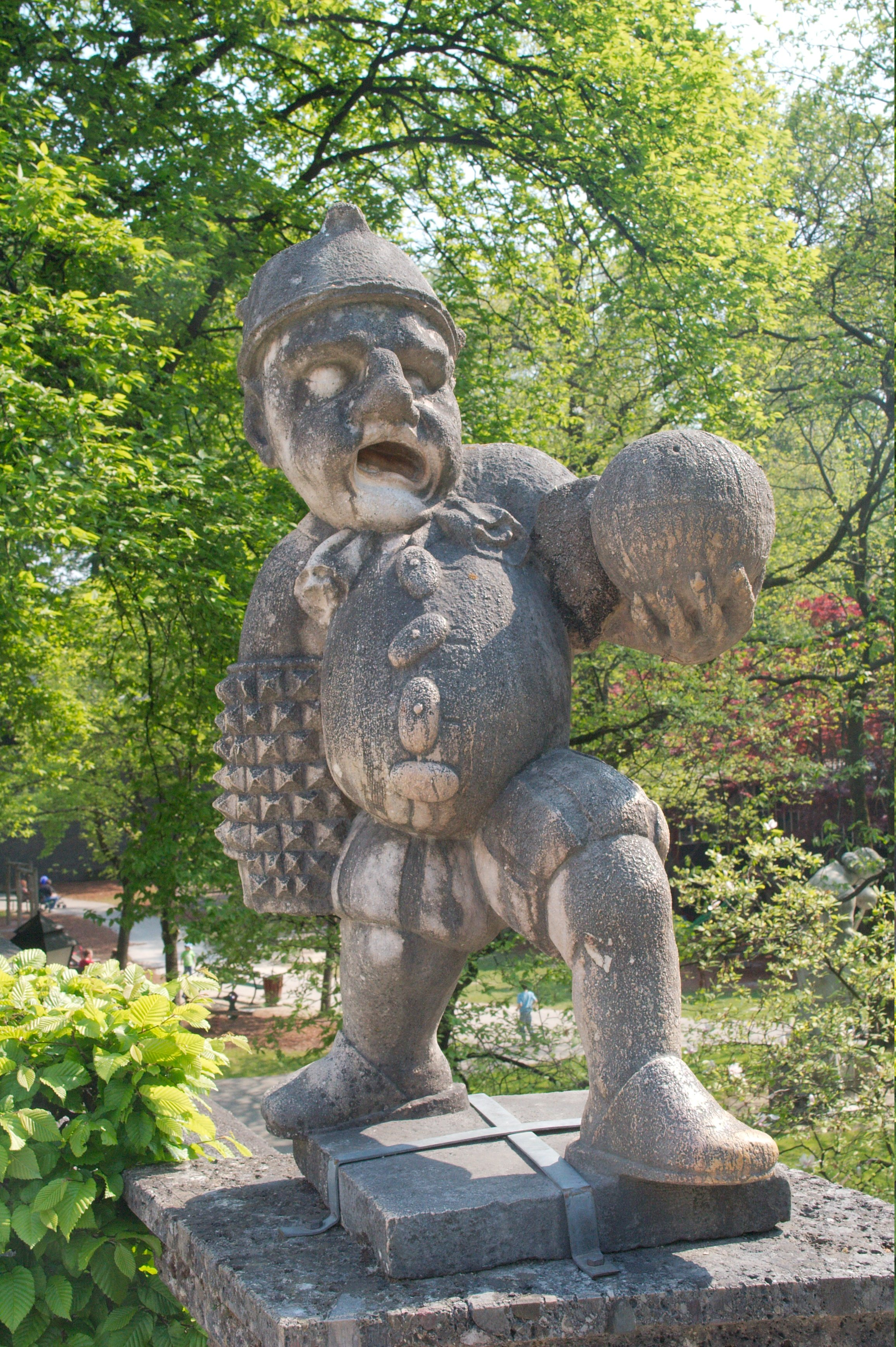
Pitic cu minge

În Epoca Luminilor figurinele diforme din marmură din Grădinile Mirabell au fost din ce în ce mai discreditate. Prințului bavarez Ludovic I i-au displăcut piticii și a vrut să-i arunce într-un cuptor de var. Statuile au fost scoase la licitație în 1811.
Piticii au intrat în uitare timp de peste o sută de ani. Consiliul orășenesc a decis în octombrie 1919 să reamenajeze grădina. Piticii au fost căutați și au fost găsiți în grădina unei case din Salzburg, dar și în Bavaria, în Hausruck și Pongau. Astăzi se mai află doar 15 pitici în Grădina piticilor, dar și în Grădina bastionului. În grădină se mai află în prezent o statuie mare din marmură a lui Nicolaus Copernic, realizată de Joseph Thorak.